# 江西鰍鮀
江西鰍鮀（学名：Gobiobotia jiangxiensis）为輻鰭魚綱鯉形目鲤科鰍鮀屬的其中一種，該物種分布於中國江西省，體長可達5公分，生活習性不明，對人類無害。
其种加词“jiangxiensis”意为“江西的”。